# Chrysocestis institata
Chrysocestis institata är en fjärilsart som beskrevs av Achille Guenée 1852. Chrysocestis institata ingår i släktet Chrysocestis och familjen Uraniidae. Inga underarter finns listade i Catalogue of Life.